# Egon Lendl
Egon Lendl (Trient, 1 november 1906 - Salzburg, 7 januari 1989) was een Oostenrijks geograaf en de oprichter van het Geografisch Instituut van de Universiteit Salzburg. In 1964/65 was hij de eerste gekozen rector van de heropgerichte Universiteit Salzburg.
- Gemeinsame Normdatei: 129230081
- International Standard Name Identifier: 0000 0001 0962 8863
- Library of Congress Control Number: n85816523
- Nationale Bibliotheek van Tsjechië: mzk2015870004
- Nationale Bibliotheek van Israël: 987007279291405171
- Nederlandse Thesaurus van Auteursnamen: 167968637
- Système universitaire de documentation: 133222535
- Virtual International Authority File: 30610825
- WorldCat: E39PBJdcwpDhq9dVkkGRjKrg8C